# 鲁德拉普拉耶格

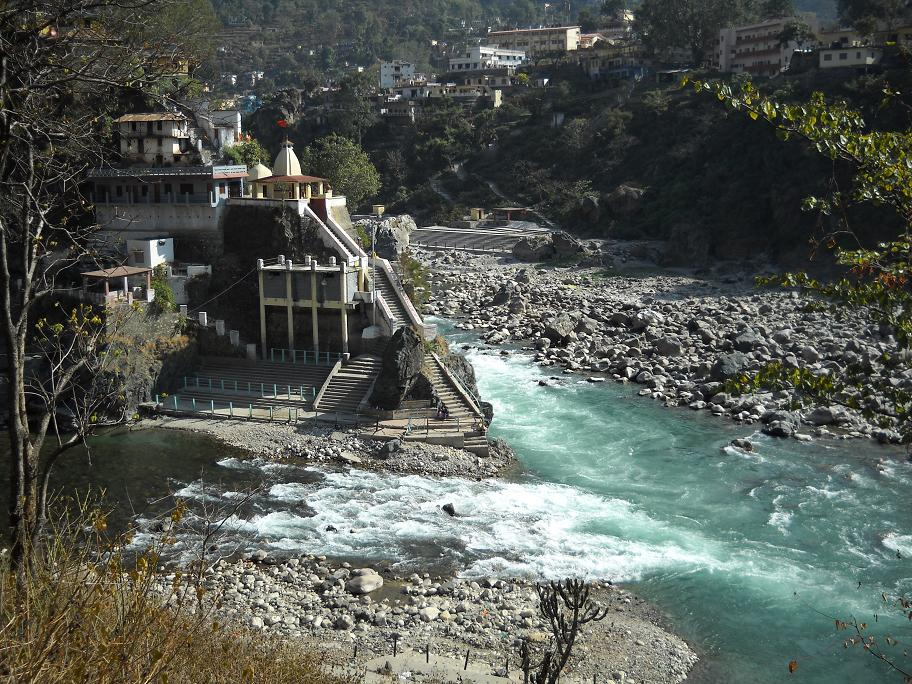
曼達基尼河（左）與阿勒格嫩達河（右）匯流處，遠處山坡上即為鲁德拉普拉耶格聚落

鲁德拉普拉耶格（Rudra Prayag），是印度北阿坎德邦魯德勒布勒亞格縣的一个城镇，位於曼達基尼河與阿勒格嫩達河匯流處。总人口2,242（2001年）。

## 人口
该地2001年总人口2,242人，其中男性1,418人，女性824人；0—6岁人口282人，其中男150人，女132人；识字率75.42%，其中男性为79.62%，女性为68.20%。